# 文書等毀棄罪
文書等毀棄罪（ぶんしょとうききざい）は、刑法に規定された犯罪類型の一つ。第二編第四十章｢毀棄及び隠匿の罪｣に規定がある。一定の重要な文書又は電磁的記録を物理的に破壊するなどの方法で使用不能にする行為を内容としている。

## 条文
- 公用文書等毀棄罪

- 私用文書等毀棄罪

## 行為

### 行為の客体
公用文書等毀棄罪は「公務所の用に供する文書又は電磁的記録」を客体とする。また、私用文書等毀棄罪は「権利又は義務に関する他人の文書又は電磁的記録」を客体とする。
公用文書の意義
公務所が使用する目的で保管する文書のことを言う。公務員が作成者である公文書に限定されず、私人が作成した私文書も公務所が使用するものであれば含まれる。また、偽造文書、作成中の文書、保存期限を過ぎた文書も含まれる。
私用文書の意義
公用文書以外の文書のことを言う。公務員が作成した公文書でも、公務所が使用する目的で保管する文書でなければ、私用文書に含まれる。私用文書のうち、権利義務に関する他人の所有する文書のみが、私用文書等毀棄罪の客体となる。有価証券を含むかどうかについては争いはあるが、判例は認めている（最決昭和44年5月1日刑集23巻6号907頁）。
権利義務以外に関する私用文書は、器物損壊罪（261条）の客体である。条文の文言から、単なる事実関係を証したに過ぎない文書（履歴書など）は、私用文書等毀棄罪の客体に含まれないと解されている（私文書偽造罪では客体となる）。

### 行為の内容
文書等毀棄罪は「毀棄」を構成要件的行為とする。文書の効用を失わせる一切の行為が含まれる。判例で認められた例として、以下の行為がある。
- 文書を丸めてしわくちゃにし、床に投げ捨てる行為（最決昭和32年1月29日刑集11巻1号325頁）。
- 公正証書の原本にはられた印紙をはがす行為（大判明治44年8月15日刑録17輯1488頁）。
- 文書の利用を一時不能にする目的で、隠匿する行為（大判昭和9年12月22日刑集13巻1789頁）。

## 他罪との関係
- 公用文書を毀棄することによって公務の執行を妨害する場合は、公務執行妨害罪、業務妨害罪の成立が問題になる。
- 領得の意思を持って、文書を一時的に隠匿する行為は、窃盗罪を構成する。

## 親告罪
公用文書等毀棄罪は非親告罪であるが、私用文書等毀棄罪は親告罪である（刑法第264条）。